# Даней, Серж
Серж Даней, правильнее – Дане (фр. Serge Daney, 4 июня 1944, Париж – 12 июня 1992) – влиятельный французский кинокритик, теоретик кино и телевидения.

## Биография
Сын еврея из Вены, не знал отца, воспитывался матерью и бабушкой. Окончил Лицей Вольтера, где его учителем, организатором лицейского киноклуба был историк и критик кино Анри Ажель (автор, среди прочего, известной книги Кино и сакральное, 1953, переизд. 1961). Наибольшее впечатление на юношу произвели увиденные в лицее фильмы Кровь животных Жоржа Франжю и Ночь и туман Алена Рене. В 1962 Дане основал малотиражный журнал Visages du Cinéma, где пропагандировал американское кино. В 1964 был приглашён в журнал Cahiers du cinéma, бывший рупором новой волны. Путешествовал по Индии, Марокко и Африке. В 1973-1981, в период наиболее острых теоретических и политических дебатов,  был (вместе с Сержем Тубиана) главным редактором Cahiers du cinéma. Привлёк к журналу Мишеля Фуко, Жиля Делёза, Жака Рансьера и др.
С 1981, оставив  Cahiers du cinéma,  вел раздел, посвящённый кино и телевидению, в  еженедельнике Либерасьон.  В 1985-1990 вел на радио France Culture еженедельную передачу Микрофильмы. Читал курс по философии кино в университете Париж-III-Новая Сорбонна. В 1991 начал издавать ежеквартальный журнал кинокритики Трафик. Увлекался теннисом, написал книгу о теннисе.
Участвовал в нескольких документальных фильмах о киноискусстве. Вместе с Клер Дени снял фильм о Жаке Риветте (1990). Самому Дане посвящена документальная лента Серж Дане, маршрут синефила (1993) и др. фильмы.
Скончался от осложнений СПИДа.

## Труды
При жизни Дане вышли четыре сборника его статей о кино и телевидении. Преобладающая часть его теоретического и критического наследия была опубликована после смерти автора и оказала значительное влияние на европейскую философию и практику визуальных искусств 1990-х годов. С 2001 издается собрание работ Дане о кино в 4-х томах.

## Публикации на русском языке
- Кино в разъездах. Статьи 80-х
- Серж Даней о Жан-Люке Годаре: письмо Михаилу Ямпольскому